# Empathy
Empathy es un cliente de mensajería instantánea basado en el entorno de comunicaciones Telepathy. Empathy también admite audio y videoconferencia XMPP/SIP disponible en los dispositivos Nokia N800/N810 (el vídeo requiere instalar códecs H.263 para GStreamer).
Telepathy proporciona un entorno común para que las aplicaciones accedan a funcionalidades de la mensajería instantánea. Puede usar muchos protocolos comunes incluyendo Jabber/XMPP, Google Talk, MSN Messenger y el chat de red local de Apple Bonjour/Rendezvous.
Cualquier aplicación puede usar la sesión de mensajería instantánea.
Muchas distribuciones han reemplazado a Pidgin por este cliente, siendo ya el programa de mensajería predeterminado en Gnome. También se la ve en otros entornos hechos con bibliotecas GTK como XFCE en OpenSUSE.
Empathy está incluido en gnome desde la versión 2.24

## Funciones actuales
- Multiprotocolo: Jabber, Gtalk, MSN, IRC, Salut, y todos los soportados por Pidgin.
- Editor de cuentas (interfaz especializada para la mayoría de protocolos).
- Cambio a "ausente" de forma automática utilizando el salvapantallas de Gnome.
- Reconexión automática mediante NetworkManager.
- Chats privados y públicos (con emoticonos y corrección ortográfica).
- Potente motor de temas para chats.
- Registro de conversaciones y búsqueda en logs.
- Editar información de los contactos.
- Videoconferencia a través de SIP y Jingle.
- Trabajo colaborativo mediante Tubes.